# Rebecca Gayheart
Rebecca Gayheart (ur. 12 sierpnia 1971 w Hazard) – amerykańska aktorka filmowa i telewizyjna, modelka.

## Życiorys
Ma irlandzkie, włoskie, niemieckie i Czirokezi indyjskiego pochodzenie. Jest córką górnika/kierowcy ciężarówki Curtisa Gayhearta i Flonevy (z domu Sloane), który pracował w sprzedaży kosmetyków do Mary Kay. Wychowywała się w Pine Top w stanie Kentucky. Uczęszczała do Knott County Central High School w Hazardzie w stanie Kentucky. Mając piętnaście lat, przeniosła się do Nowego Jorku, gdzie ukończyła naukę w Professional Children's School i Lee Strasberg Institute.
Debiutowała w 12-minutowej komedii Bretta Ratnera Cokolwiek stało się Mason Reese? (Whatever Happened to Mason Reese, 1990), a następnie wystąpiła na małym ekranie jako Hannah Mayberry w serialu ABC Czułość (Loving, 1992–93) oraz trzech teledramatach z Russellem Wongiem: Zaginiony (Vanishing Son, 1994), Zaginiony 3 (Vanishing Son III, 1994) i Zaginiony 4: Willy i anioł (Vanishing Son IV, 1994). Jej debiutem kinowym była postać Lilli w dramacie Ktoś na ciebie czeka (Somebody is Waiting, 1996) u boku Gabriela Byrne’a, Nastassji Kinski i Johnny’ego Whitwortha.
Spotykała się z reżyserem Brettem Ratnerem (1997). W dniu 29 października 2004 roku wyszła za mąż za aktora Erica Dane’a. Mają córkę Billie Beatrice (ur. 3 marca 2010) i Georgię Geraldine (ur. 28.12.2011).
W 2001 roku spowodowała wypadek samochodowy, w którym zginął 9-letni chłopiec. Została skazana na trzy lata więzienia w zawieszeniu i prace społeczne. 

## Filmografia

### Filmy kinowe
- 1996: Ktoś na ciebie czeka (Somebody is Waiting) jako Lilli
- 1997: Nic do stracenia (Nothing to Lose) jako Danielle
- 1997: Krzyk 2 (Scream 2) jako siostra Lois
- 1998: Podrywacz (Hairshirt) jako Jennifer Scott
- 1998: Ulice strachu (Urban Legend) jako Brenda Bates
- 1999: Marionetka (Puppet) jako Lori Myers
- 1999: Cukiereczek (Jawbreaker) jako Julie Freeman
- 2000: Ulice strachu: Ostatnia odsłona (Urban Legends: Final Cut) jako pielęgniarka Brenda Bates
- 2013: G.B.F. jako Pani Daniels
- 2019: Pewnego razu... w Hollywood jako Billie Booth

### Filmy TV
- 1994: Zaginiony (Vanishing Son) jako Clair Armstrong
- 1994: Zaginiony 3 (Vanishing Son III) jako Clair Armstrong
- 1994: Zaginiony 4: Willy i anioł (Vanishing Son IV) jako Clair Armstrong
- 1997: Inwazja (Invasion) jako Cassy Winslow

### Seriale TV
- 1992–93: Czułość (Loving) jako Hannah Mayberry
- 1994–95: Ziemia 2 (Earth 2) jako Bess Martin
- 1995: Beverly Hills, 90210 jako Toni Marchette McKay
- 1996: Sliders jako Natalie Nassau
- 1998: Herkules (Hercules) jako Medea
- 1999: Wasteland jako Samantha 'Sam' Price
- 2004: Bez skazy (Nip/Tuck) jako Natasha Charles
- 2005: Dead Like Me jako Betty Rhomer
- 2006: Bez skazy (Nip/Tuck) jako Natasha Charles
- 2007: CSI: Kryminalne zagadki Miami jako Claire Gibbs
- 2007: Brzydula Betty (Ugly Betty) jako Jordan Dunn

### Filmy krótkometrażowe
- 1990: Cokolwiek stało się Mason Reese? (Whatever Happened to Mason Reese) jako modelka 1